# Filip Blašković
Filip Blašković (Bród, 1945. július 5. –) jugoszláv válogatott horvát labdarúgó, középpályás.

## Pályafutása

### Klubcsapatban
A BSK Slavonski Brod korosztályos csapatában kezdte a labdarúgást. 1965 és 1976 között a Dinamo Zagreb, 1976 és 1978 között a kanadai Toronto Metros-Croatia labdarúgója volt. 1978-ban nevelőegyesületében a BSK Slavonski Brodban fejezte be az aktív labdarúgást. A Dinamóval egy jugoszlávkupa-győzelmet ért el és tagja volt az 1966–67-es idényben VVK-győztes csapatnak.

### A válogatottban
1969-ben egy alkalommal szerepelt a jugoszláv válogatottban.

## Sikerei, díjai
Dinamo Zagreb
- Jugoszláv kupa
  - győztes: 1969
- Vásárvárosok kupája (VVK)
  - győztes: 1966–67